# Нарга
Нарга́ (рос. Нарга) — село у складі Молчановського району Томської області, Росія. Адміністративний центр Наргинського сільського поселення.

## Населення
Населення — 1385 осіб (2010; 1488 у 2002).
Національний склад (станом на 2002 рік):
- росіяни — 92 %